# Manhente
Manhente ist eine Gemeinde (Freguesia) im nordportugiesischen Kreis Barcelos. In ihr leben 1705 Einwohner (Stand 19. April 2021).

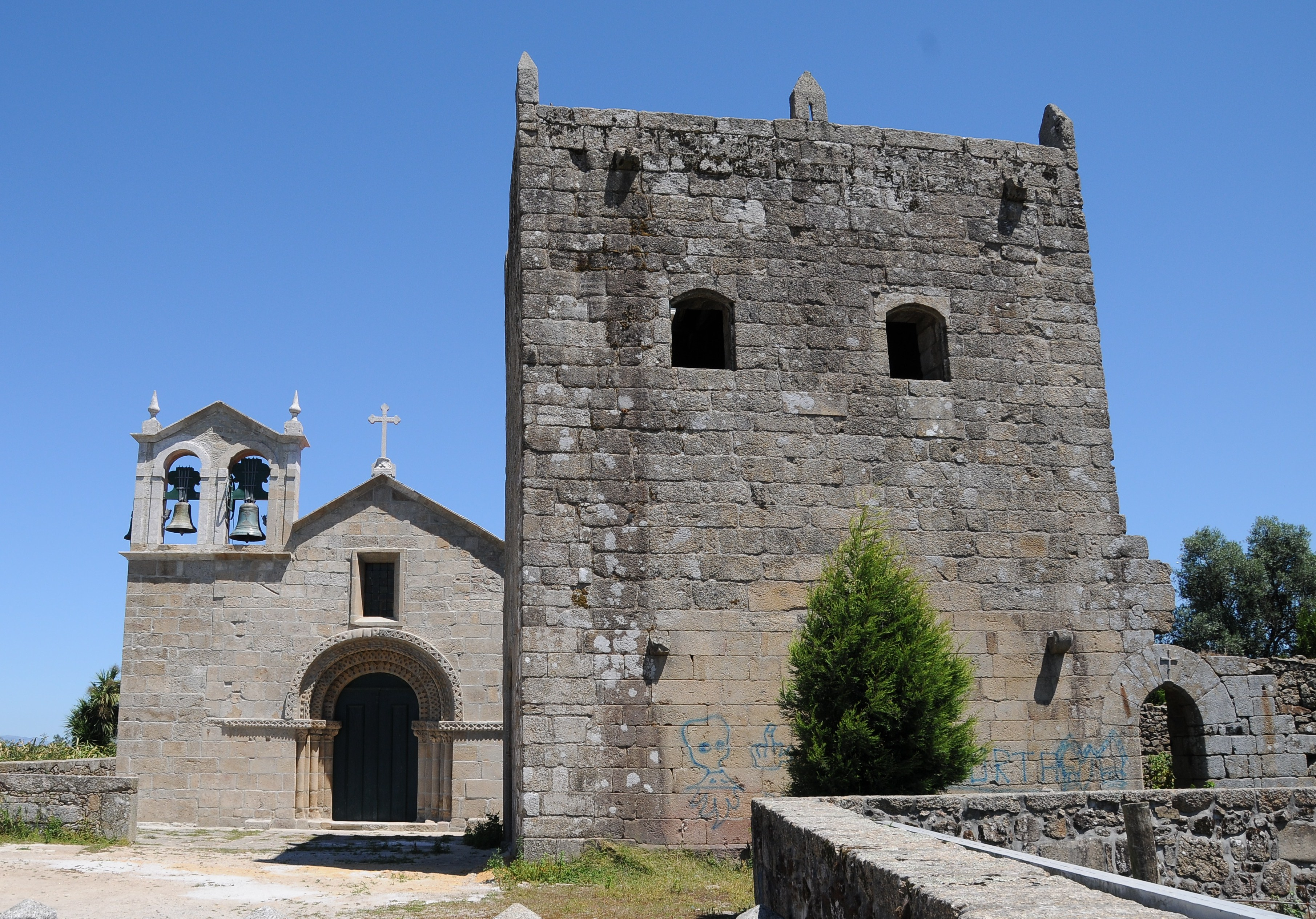
Igreja e Torre de Manhente

Auf dem Gemeindegebiet liegt das denkmalgeschützte Igreja e Torre de Manhente (Kirche und Turm von Manhente), ein ehemaliges Kloster aus der ersten Hälfte des 10. Jahrhunderts.